# Hòa Bình, Ayun Pa
Hòa Bình là một phường thuộc thị xã Ayun Pa, tỉnh Gia Lai, Việt Nam.

## Địa lý
Phường Hòa Bình có vị trí địa lý:
- Phía đông giáp huyện Ia Pa
- Phía tây giáp xã Ia RBol
- Phía nam giáp phường Đoàn Kết
- Phía bắc giáp phường Cheo Reo.

Phường Hoà Bình có diện tích 4,85 km², dân số năm 2019 là 7.590 người, mật độ dân số đạt 1.565 người/km².

## Lịch sử
Ngày 30 tháng 3 năm 2007, Chính phủ ban hành Nghị định số 50/2007/NĐ-CP về việc thành lập phường Hòa Bình trên cơ sở điều chỉnh 485 ha diện tích tự nhiên và 3.855 nhân khẩu của thị trấn Ayun Pa.